# Bdelyropsis
Bdelyropsis là một chi bọ cánh cứng thuộc họ Scarabaeidae.